# Jacques Mazeman de Couthove et de Tonlieu
Jacques François Joseph Mazeman de Couthove (Poperinge, 23 januari 1768 - Ieper, 30 november 1837) was een Zuid-Nederlands edelman.

## Levensloop
Jacques François-de-Sales Mazeman, heer van Couthove, was pensionaris van Poperinge en getrouwd met Marie-Claire van de Goesteene. In 1772 werd hij door keizerin Maria Theresia opgenomen in de erfelijke adel.
Hun zoon, Jacques François Joseph Mazeman, laatste heer van Couthove en Tonlieu, trouwde in 1802 met Reine de Langhe (1777-1843). 
In de Franse tijd was hij maire van Poperinge. In 1816, ten tijde van het Verenigd Koninkrijk der Nederlanden, werd hij erkend in de erfelijke adel en benoemd in de Ridderschap van West-Vlaanderen. Hij werd tevens lid van de Provinciale Staten van deze provincie.
Het echtpaar had drie dochters, die binnen de adel trouwden en een zoon:
- Jules Mazeman de Couthove et de Tonlieu (1811-1879), die trouwde met Alix de Florizoone (1823-1857). Hij werd provincieraadslid van West-Vlaanderen, senator en burgemeester van Proven. In 1848 verkreeg hij de titel baron, overdraagbaar bij eerstgeboorte.
  - Valentine Mazeman de Couthove et de Tonlieu (1853-1900) trouwde met graaf Philippe de Marnix de Sainte-Aldegonde (1849-1910).
  - Raoul Mazeman de Couthove et de Tonlieu (Ieper, 1854 - Proven, 1923), burgemeester van Proven, trouwde met Mathilde van Outryve d'Ydewalle (1867-1945). 
    - Het echtpaar Raoul Mazeman-d'Ydewalle bleef kinderloos en adopteerde Suzanne van Outryve d'Ydewalle (1898-1983). Ze trouwde met Charles d'Udekem d'Acoz. Ze zijn de grootouders van koningin Mathilde.